# Kumamoto (stacja kolejowa)
Kumamoto (jap. 熊本駅 Kumamoto-eki) – centralna stacja kolejowa w Kumamoto, w prefekturze Kumamoto, w Japonii. Jest obsługiwana przez Kyushu Railway Company (JR Kyushu).
W przedniej części stacji znajduje się przystanek tramwajowy sieci tramwajowej Kumamoto-Ekimae, której operatorem jest Kumamoto City Transportation Bureau.

## Linie
Kumamoto jest stacją pośrednią na Kyūshū Shinkansen i Głównej Linii Kagoshima i terminalem na Głównej Linii Hōhi.

## Historia
Stacja jest jedną z głównych stacji w sieci kolejowej na wyspie Kiusiu, otwarta 1 lipca 1891 roku, kiedy Kyūshū Railway została przedłużona (nazwana później Główna Linia Kagoshima) z Dworca Tamana (wtedy Takase) do tej stacji.
Główna Linia Hōhi została otwarta 21 czerwca 1914 roku, Kyūshū Shinkansen została otwarta w dniu 12 marca 2011 roku.